# Otospermophilus variegatus
Otospermophilus variegatus là một loài động vật có vú trong họ Sóc, bộ Gặm nhấm. Loài này được Erxleben mô tả năm 1777.

## Hình ảnh

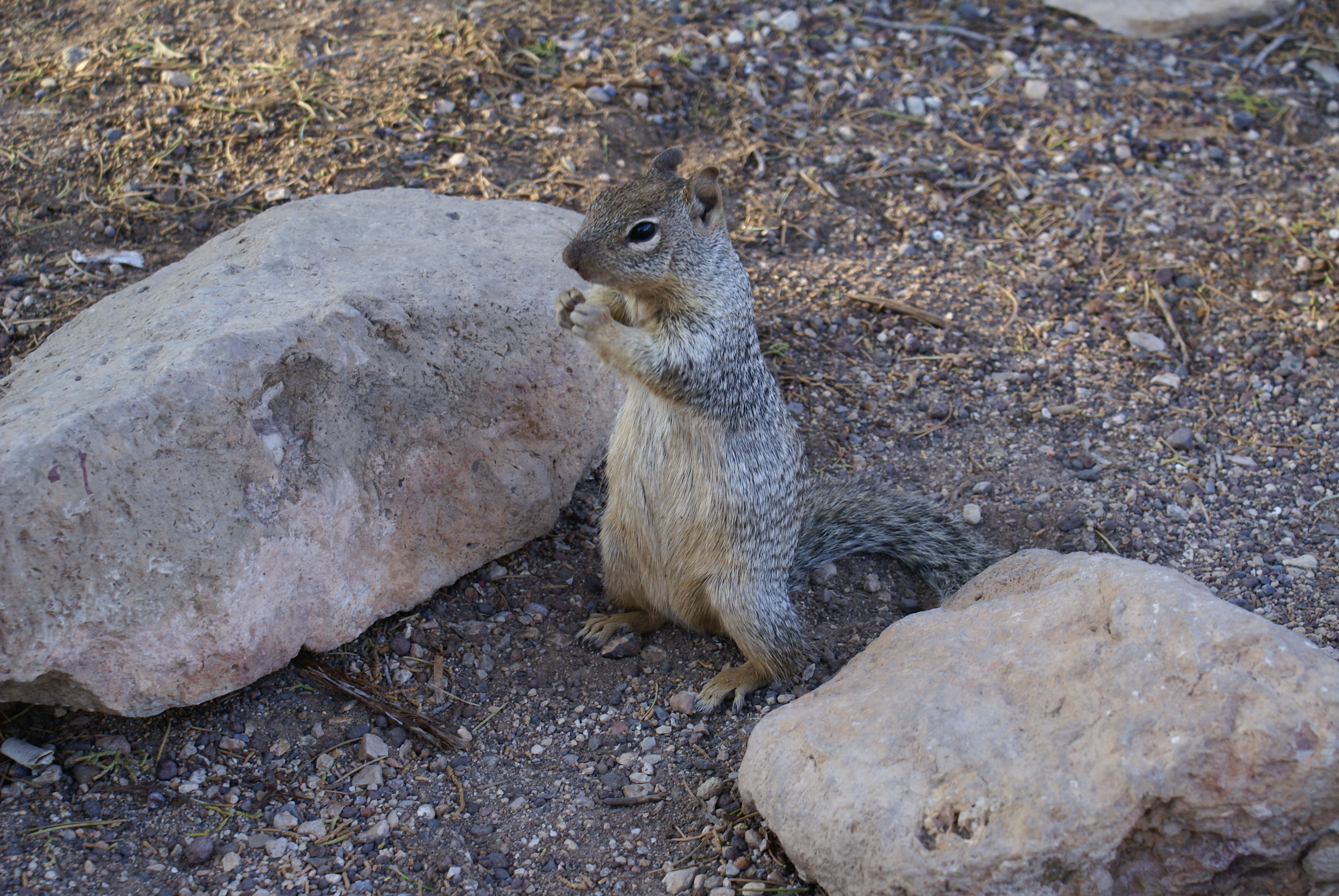
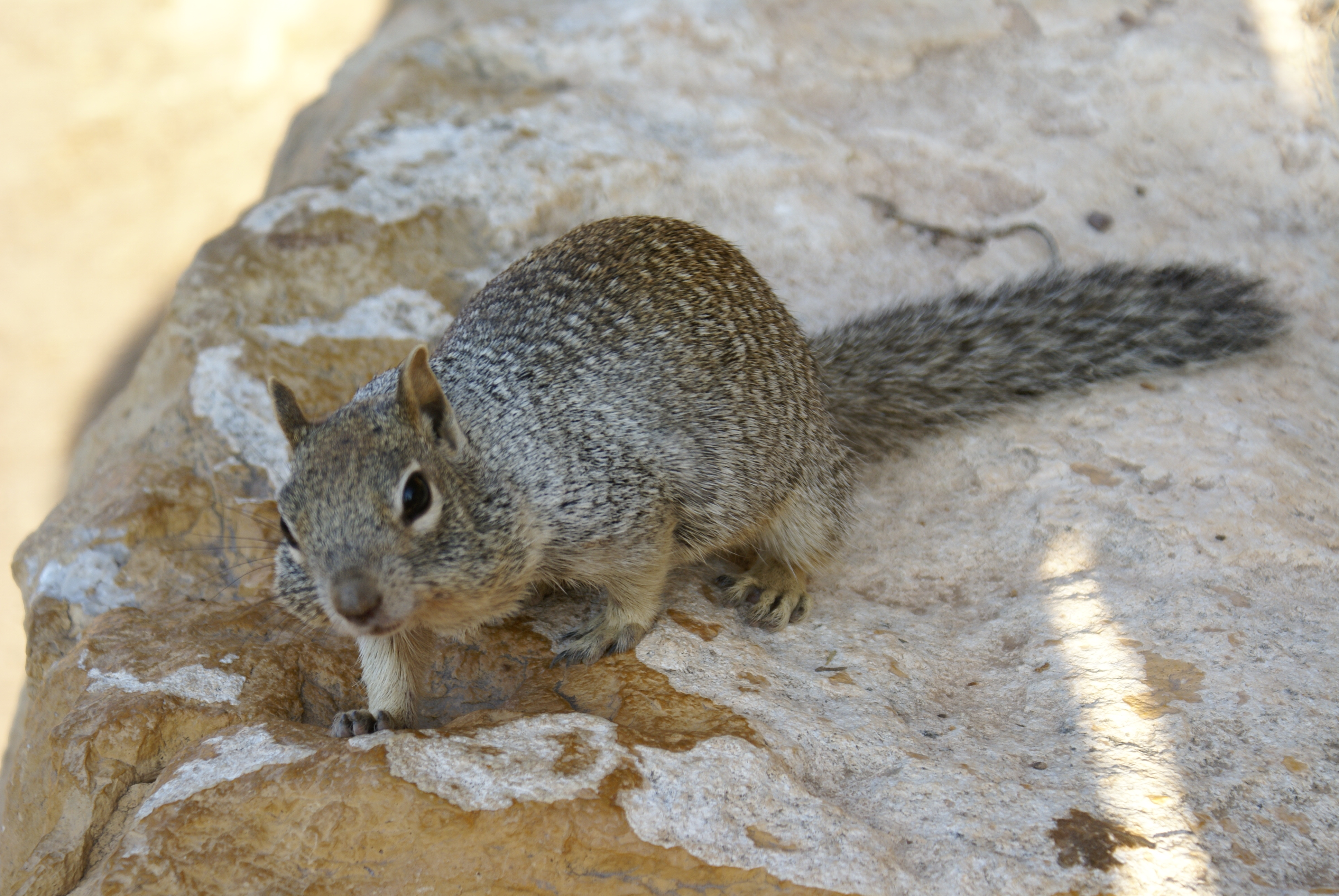
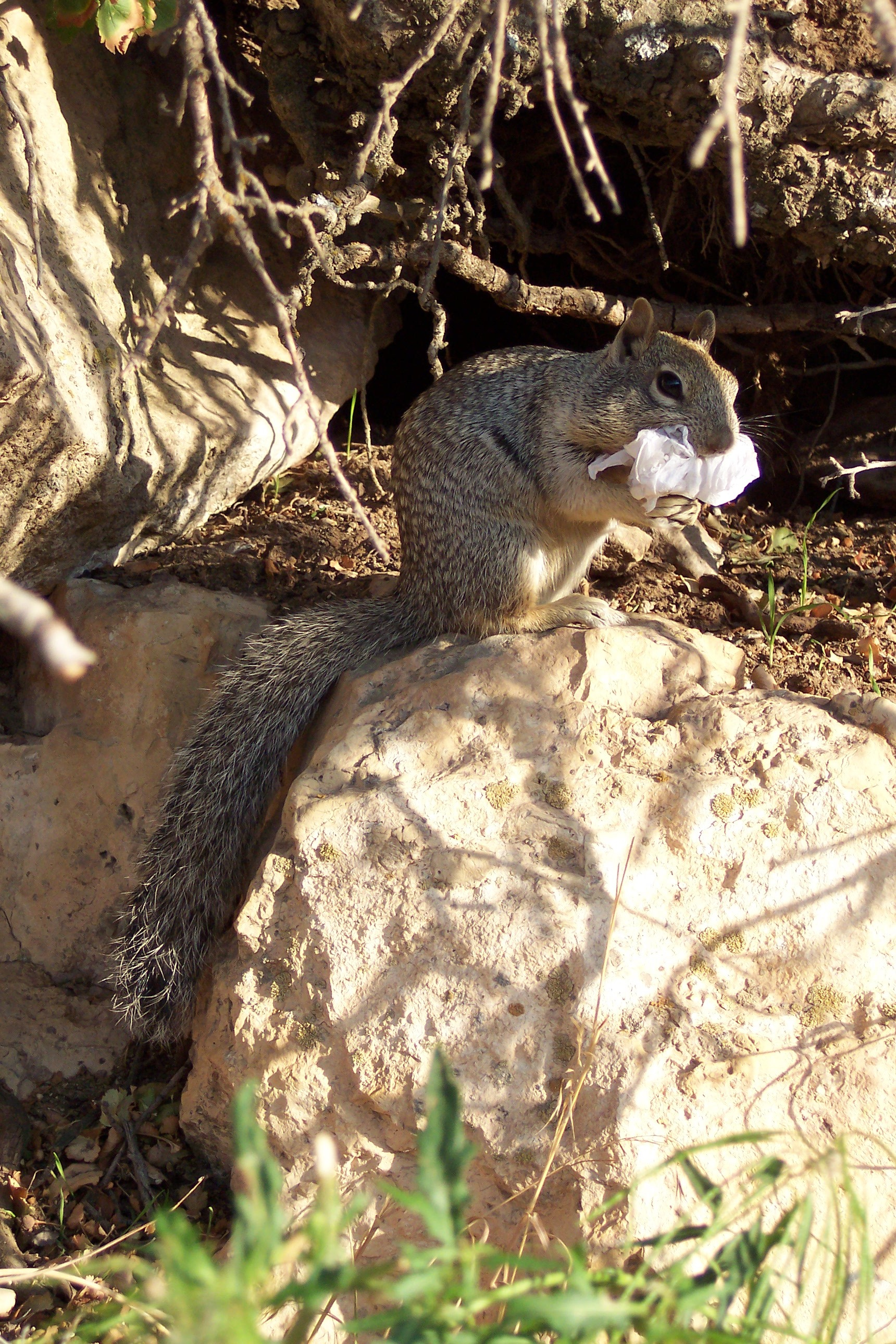